# The Tavern Keeper's Daughter
The Tavern Keeper's Daughter er en amerikansk stumfilm fra 1908 instrueret af D. W. Griffith.

## Medvirkende
- George Gebhardt
- Edward Dillon
- Florence Auer
- Marion Leonard
- Harry Solter